# Gertschosa
Genre
Gertschosa est un genre d'araignées aranéomorphes de la famille des Gnaphosidae.

## Distribution
Les espèces de ce genre se rencontrent au Mexique, aux États-Unis, au Panama et à la Jamaïque.

## Liste des espèces
Selon World Spider Catalog (version 17.5, 03/11/2016) :
- Gertschosa amphiloga (Chamberlin, 1936)
- Gertschosa cincta (Banks, 1929)
- Gertschosa concinna (Simon, 1895)
- Gertschosa palisadoes Platnick & Shadab, 1981

## Étymologie
Ce genre est nommé en l'honneur de Willis John Gertsch.

## Publication originale
- Platnick & Shadab, 1981 : A new genus of the spider family Gnaphosidae (Arachnida, Araneae). Bulletin of the American Museum of Natural History, no 170, p. 176-182 (texte intégral).